# Сияк
Сияк (баш. Сейәк) — река в России, протекает по Башкортостану. Устье реки находится в 2,8 км по левому берегу реки Иргизла. Длина реки составляет 16 км.

## Данные водного реестра
По данным государственного водного реестра России относится к Камскому бассейновому округу, водохозяйственный участок реки — Белая от водомерного поста Арский Камень до Юмагузинского гидроузла, речной подбассейн реки — Белая. Речной бассейн реки — Кама.
Код объекта в государственном водном реестре — 10010200212111100017584.